# Kur (Heiliges Römisches Reich)

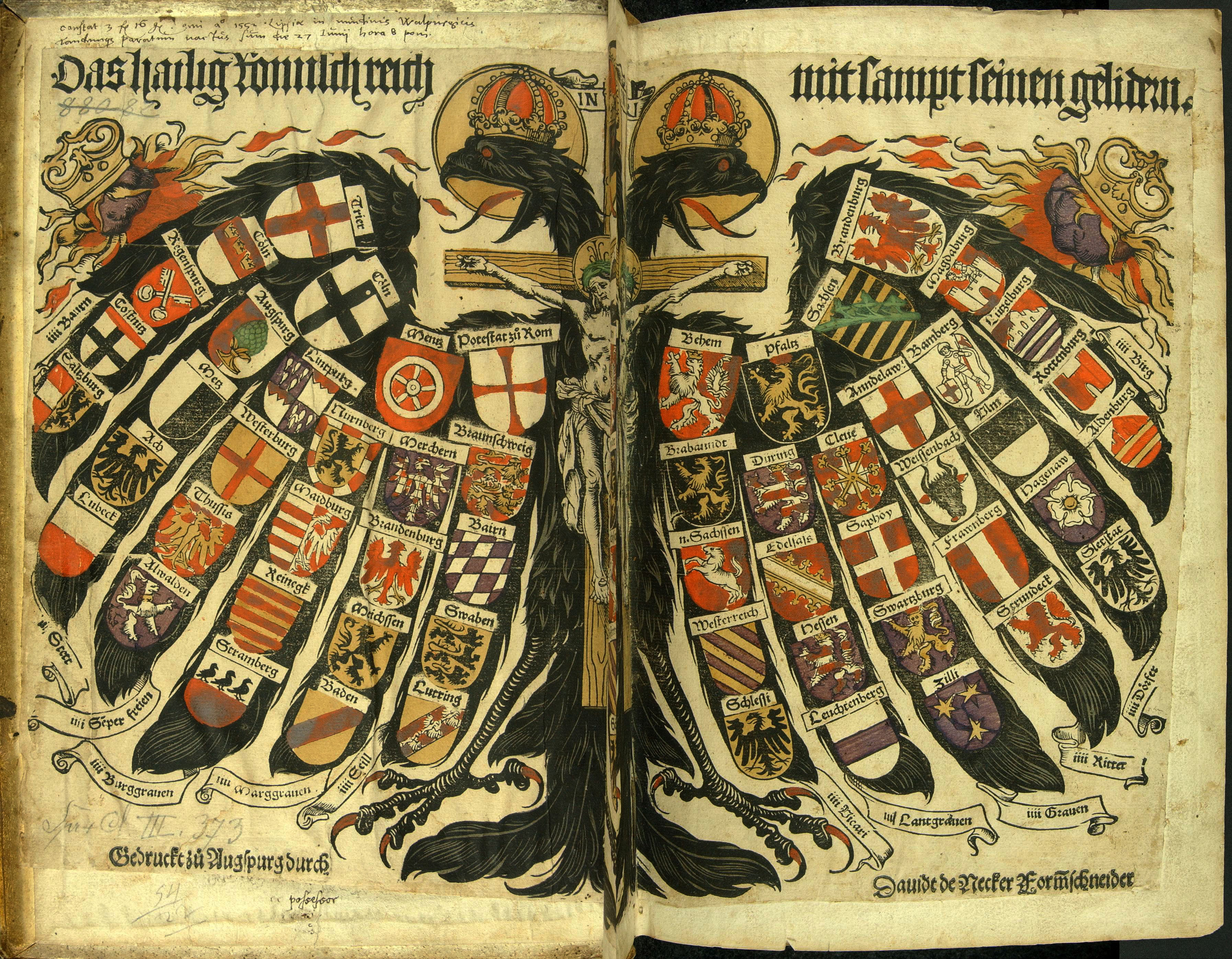
Wappen des Heiligen Römischen Reichs
oben die Wappen der Kurfürsten

Als Kur wurde im Heiligen Römischen Reich die Wahlversammlung zur Bestimmung des römisch-deutschen Königs beziehungsweise Kaisers bezeichnet. 
Das Wort leitet sich vom mittelhochdeutschen kur bzw. kure („Wahl“) ab und ist verwandt mit dem Verb „küren“ und mit dem niederländischen keuren, „beschauen, mustern, prüfen“. 
Berechtigt zur Königswahl waren anfangs alle sogenannten Großen des Reiches, seit der zweiten Hälfte des 13. Jahrhunderts dann nur noch die Kurfürsten. Die Goldene Bulle von 1356 als wichtigstes der „Grundgesetze“ des Heiligen Römischen Reiches regelte schließlich die Wahl der römisch-deutschen Könige und Kaiser durch die Kurfürsten bis zum Ende des Alten Reiches 1806 im Detail.